# Scandal (singel)
Scandal – utwór brytyjskiej rockowej grupy Queen. Jest to czwarty singel z albumu The Miracle. Utwór został napisany przez Briana Maya i został zainspirowany przesadnym zainteresowaniem tabloidów jego rozwodem i małżeństwem z aktorką Anitą Dobson, a także chorobą Freddiego Mercury’ego.
Na stronie B singla umieszczono utwór „My Life Has Been Saved”, który wówczas nie znalazł się na żadnym albumie. W 1995 umieszczono go na Made in Heaven.